# Henryk Skierkowski
Henryk Skierkowski (ur. 15 sierpnia 1899 w Giżycach pod Sochaczewem, zm. 5 lutego 1980 w Rawie Mazowieckiej) – ogrodnik, twórca oryginalnej odmiany cebuli „Rawska”.
Żołnierz Legionów, rotmistrz 3 Pułku Ułanów (1920 rok). W 1919 roku rodzina zakupiła gospodarstwo w Rawie Mazowieckiej, które przejął po uzyskaniu dyplomu inżyniera ogrodnictwa w Wyższej Szkole Ogrodniczej w Warszawie. Podczas II wojny światowej walczył w AK. Przez wiele lat prowadził prace hodowlane nad własną odmianą cebuli. W 1956 roku cebula „Rawska” została wpisana w Centralnym Ośrodku Badań Roślin Uprawnych.
Otrzymał wraz z żoną Stefanią medal Pro Ecclesia et Pontifice (papież Paweł VI) i tytuł honorowy szambelana papieskiego. Decyzją Rady Miasta Rawa Mazowiecka (luty 2013) jego imię nosi jedno z rond w Rawie Mazowieckiej.
Bohater powieści Anny Nasiłowskiej (wnuczki).